# 574691 Horgerantal
574691 Horgerantal este o planetă minoră (asteroid) din centura de asteroizi. A fost descoperită pe 31 octombrie 2010 la Piszkéstetői Obszervatórium⁠(d) de . 
Obiectul prezintă o orbită caracterizată de o semiaxă mare de 2,4186708052133 UAi, o excentricitate de 0,0096954054258734, o înclinație de 6,0585969959619 ° în raport cu ecliptica.